# 881
| [ Edytuj tabelę ]          |                                                                  |
| Król Anglii                | - 871 Alfred Wielki 899                                          |
| Hrabia Aragonii            | - 867 Aznar II Galíndez 893                                      |
| Hrabia Barcelony           | - 878 Wilfred Włochaty 897                                       |
| Książę Burgundii           | - 880 Ryszard I Prawodawca 921                                   |
| Cesarz Bizancjum           | - 867 Bazyli I Macedończyk 886                                   |
| Chan Bułgarii              | - 852 Borys I Michał 889                                         |
| Cesarz Chin                | - 873 Tang Xizong 888                                            |
| Książę Czech               | - 870 Borzywoj I 889                                             |
| Władca Egiptu              | - 868 Ahmad Ibn Tulun 884                                        |
| Król Franków wschodnich    | - 877 bezkrólewie 881 - 881 Karol Otyły 887                      |
| Król Franków zachodnich    | - 879 Karloman II 884 - 879 Ludwik III 882                       |
| Cesarz Japonii             | - 876 Yōzei 884                                                  |
| Kalif                      | - 870 Al-Mu’tamid 892                                            |
| Król Khmerów               | - 877 Indrawarman I 889                                          |
| Patriarcha Konstantynopola | - 877 Focjusz I Wielki 886                                       |
| Król Leónu                 | - 866 Alfons III Wielki 910                                      |
| Król Mercji                | - 879 Aethelred 911                                              |
| Król Nawarry               | - 880 Fortún Garcés 905                                          |
| Król Norwegii              | - 872 Harald Pięknowłosy 930                                     |
| Papież                     | - 872 Jan VIII 882                                               |
| Cesarz rzymski             | - 881 Karol Otyły 888                                            |
| Książę Saksonii            | - 880 Otto Dostojny 912                                          |
| Król Szkocji               | - 878 Eochaid 889 - 878 Giric 889                                |
| Doża Wenecji               | - 864 Orso I Partecipazio 881 - 881 Giovanni II Partecipazio 887 |
| Książę wielkomorawski      | - 871 Świętopełk I 894                                           |

Rok 881 / DCCCLXXXI
stulecia: VIII wiek ~
IX wiek ~
X wiek

lata: 871 «
876 «
877 «
878 «
879 «
880 «
881
» 882
» 883
» 884
» 885
» 886
» 891

## Wydarzenia
- 12 lutego – papież Jan VIII koronował króla zachodniofrankijskiego Karola III Otyłego na cesarza rzymskiego.
- 3 sierpnia – wojska króla Franków Ludwika III rozgromiły duńskich najeźdźców w bitwie pod Saucourt-en-Vimeu.

- Italia przeszła w ręce Karola Otyłego.

## Zmarli
- Jiashan Shanhui – chiński mistrz chan (ur. 805)